# Santa Cecília de Voltregà (kommunhuvudort)
Santa Cecília de Voltregà är en kommunhuvudort i Spanien.   Den ligger i provinsen Província de Barcelona och regionen Katalonien, i den östra delen av landet, 500 km öster om huvudstaden Madrid. Santa Cecília de Voltregà ligger 525 meter över havet och antalet invånare är 206.
Terrängen runt Santa Cecília de Voltregà är kuperad västerut, men österut är den platt. Runt Santa Cecília de Voltregà är det tätbefolkat, med 735 invånare per kvadratkilometer. Närmaste större samhälle är Manlleu, 4,2 km öster om Santa Cecília de Voltregà. Trakten runt Santa Cecília de Voltregà består till största delen av jordbruksmark.